# Mount Pleasant (Teksas)
Mount Pleasant – miasto w Stanach Zjednoczonych, w stanie Teksas, w hrabstwie Titus.